# Papa Roman
Papa Roman (n.  ?, Gallese, Lazio, Italia – d. noiembrie 897 d.Hr., Roma, Statele Papale) a fost  Papă al Romei timp de cca. patru luni, între august 897 - decembrie 897. Papa Roman s-a născut la Gallese, lângă Civita Castellana iar tatăl său se numea Constantin. Istoricul contemporan Frodoard menționează că era un om cu virtute. Există posibilitatea ca Papa Roman să fi fost detronat și asasinat de una din fracțiunile implicate în conflictele politice de la Roma. 
Orașul Saint Romain din Canada poartă numele lui Papa Roman.  